# ハリル・イェラル
ハリル・イェラル（Halil Yeral 、2000年1月1日 - ）は、トルコ・マニサ県アクヒサル出身のプロサッカー選手。サムスンスポル所属。ポジションは、ゴールキーパー。

## クラブ歴
2019年5月25日、0-0で引き分けたアウェーのコンヤスポル戦でプロデビューを果たした。
2023年1月26日、サムスンスポルに移籍した。